# クシアオサウルス
クシアオサウルス（Xiaosaurus　「暁のトカゲ」の意味）はジュラ紀中期（1億6900万年前から1億6300万年前）に現在のアジアに生息した小型の草食恐竜の属である。化石は中国の四川盆地で発見されている。

## 発見と命名
1979年および1980年に四川省、大山鋪鎮近郊の発掘地で小型の草食恐竜の2つの標本が発見された。1983年に董枝明および唐治路はこれらの標本に基づきタイプ種 Xiaosaurus dashanpensis を命名、記載した。属名は中国語の暁（ xiáo）に由来し、化石の年代にちなんだものである。中国語での発音を留意しシャオサウルスと音訳される場合もある。種小名は発見地である大山鋪（Danshanpu）にちなんだものである。
ホロタイプIVPP V6730Aは下部沙溪廟層の年代不定の地層から発見された。年代についてはバジョニアンとする説とバトニアン-カロヴィアンとする説がある。この標本は部分骨格であり、1本の歯が付いた部分的な顎の骨、2つの頸椎、4つの尾椎、1つの上腕骨、部分的な左の大腿骨、および完全な右の後肢で構成される。パラタイプであるIVPP V6730B は第2の部分骨格であり、右大腿骨、1つの胴椎、2つの仙椎、1つの指骨、1つの肋骨、2本の歯で構成される。
1992年に彭光照はアギリサウルス・ムルティデンス He & Cai 1983（現在のヘクシンルサウルス）をクシアオサウルスの第2の種としてXiaosaurus multidens へと改名した。しかし、現在ではこの改名は一般に受け入れられていない。

## 特徴・分類
クシアオサウルスは体長1 mほどと推定される小型で二足歩行の恐竜であった。大腿骨の長さは11 cmである。
化石は非常に断片的であり分類は困難である。記載者らはこの恐竜をレソトサウルスとヒプシロフォドンを進化的に結びつけるものあると考え、ファブロサウルス科とヒプシロフォドン科の両方に分類した。 
クシアオサウルスはしばしば疑問名とみなされ、不定の鳥盤類で、おそらくは基盤的な角脚類もしくは周飾頭類であると考えられて来た。しかし、2005年にPaul Barrettらはこの属には上腕骨が（前から見て）内外方向に真直ぐであるという単一の固有派生形質があり、暫定的にだが正当な名前であると結論した。

## 参考
- DinoDictionary.com's entry for Xiaosaurus